# Tizona
 (février 2009).
Si vous disposez d'ouvrages ou d'articles de référence ou si vous connaissez des sites web de qualité traitant du thème abordé ici, merci de compléter l'article en donnant les références utiles à sa vérifiabilité et en les liant à la section « Notes et références ».

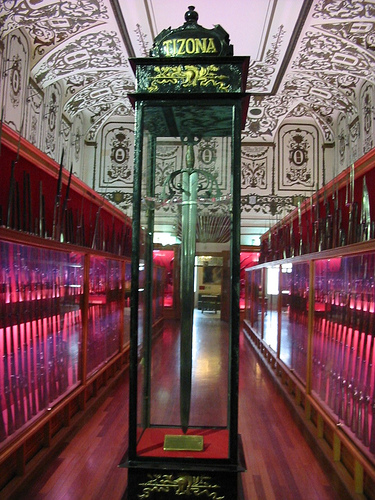
La Tizona exposée au musée de Burgos

Tizona ou Tizón est, selon la légende, l’une des épées ayant appartenu au Cid, avec Colada. Plusieurs épées conservées dans des musées espagnols sont connues sous le nom de Tizona, bien qu'aucune ne puisse être directement liée au Cid.

## Légende
Le Cantar de Mio Cid, compilé autour de 1200, est la première œuvre à faire référence à l'épée du Cid, appelée Tizón, et lui prête des pouvoirs surnaturels. 

## Épée du musée de Burgos
L'épée la plus connue du nom de Tizona est conservée au musée de Burgos. Elle appartient à la junte de Castille et Léon, qui l'a achetée en 2007 aux héritiers de Pedro Velluti, marquis de Salces. C'est une épée longue de 103 cm, au poids d'environ 1,1 kg, avec une poignée à une main, à lame très large d'environ 75 à 80 cm de long, avec une gouttière épaisse et profonde en son centre. La poignée et la garde, dont les quillons sont courbes et relativement courts, sont en cuivre doré. Selon une analyse métallurgique, une partie de la lame remonte au XIe siècle, alors que l'inscription centrale, la garde et la poignée sont de la charnière des XVe siècle et XVIe siècle. Il pourrait s'agir d'une contrefaçon réalisée à cette période, en réutilisant des fragments d'une épée ancienne.

## Épée de la Real Armería de Madrid
Une épée conservée aux armureries royales de Madrid sous la cote G 180 pourrait être la même que celle identifiée sous le nom de Tizona dans un inventaire de 1502 des biens de l'alcazar de Ségovie.

## Épée des rois d'Aragon
Dans son Llibre dels fets, le roi Jacques Ier d'Aragon décrit une épée appelée Tisó, possession de la famille royale, mais ne mentionne aucun lien avec le Cid. Il parait probable qu'il s'agisse d'une homonymie.